# ゴリアテ (兵器)

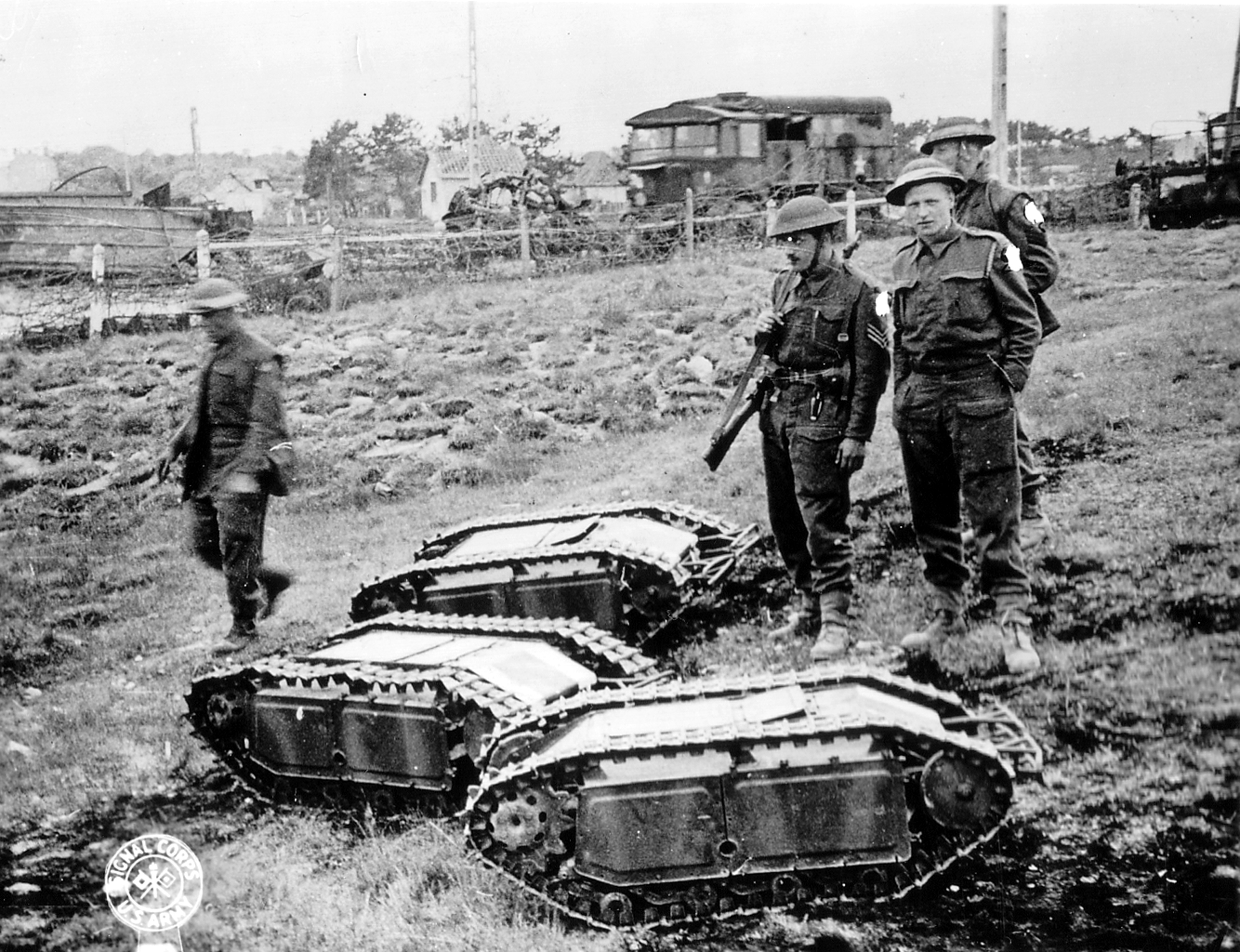
英軍に鹵獲されたゴリアテ

ゴリアテ(Goliath)とは、第二次世界大戦でドイツ国防軍が使用した遠隔操作式の軽爆薬運搬車輌の通称。大きく分けて電気モータータイプ (Sd.Kfz.302) とガソリンエンジンタイプ (Sd.Kfz.303) の2種類が存在した。
最高で100 kgの高性能爆薬を内蔵し、有線で遠隔操作され無限軌道(履帯)で走行・自爆する。連合軍ではTracked mine（意訳すると無限軌道式自走地雷）とも呼ばれていた。主な使用目的は、地雷原の啓開・敵固定陣地・軍用車両の破壊である。

## 歴史
ゴリアテは、その原型が1939年にフランスの工業デザイナーであるアドルフ・ケグレスによって設計・試作されていたが、ドイツ軍の侵攻により川に沈められ隠匿された。しかしフランス占領後にこれを引き揚げ調査したドイツの兵器局は、その設計図を基にして最低50 kgの爆薬を搭載できる兵器の開発を、ブレーメンにある自動車会社のボルクヴァルトに命じた。こうして完成したのがSd.Kfz. 302　Sonderkraftfahrzeugである。基本的にケグレスのものと同じ機能であったが、履帯はゴム製から金属板製に変更されていた。
Sd.Kfz.とはドイツ軍が戦車などの特殊車輌につけていた特殊車輌番号と呼ばれるもので、Sd.Kfz.302は軍内部では非公式に「ゴリアテ」の通称で呼ばれた。ゴリアテとは旧約聖書に登場するダビデに石で殺される巨人である。大きい者を倒す小さき者という意味では「ダビデ」の名を付ける方が自然だが、当時のドイツは巨大戦車にマウス、ラーテ（いずれもネズミのこと）と名付けるなど、秘匿するためにわざと見た目と逆の名を付けることがあった。さらにSd.Kfz.302の場合はダビデがユダヤ人の王であるため忌避されたのだと思われる。
SdKfz.302は最大60 kgの爆薬を搭載し、内蔵した12 Vバッテリー2個でボッシュ製モーターを駆動、本体後部のドラムから繰り出される、3本の電線を結わえたリモートケーブルに接続された、ジョイスティック型のコントローラーによって遠隔操作される。しかしこのSd.Kfz.302は1台300ライヒスマルクと高価であり、戦場で故障した場合もモーター駆動であったためその場で修理するのが困難だったため、その後代わりにバイクメーカーであるツェンダップにより、ガソリンエンジンによって駆動するSd.Kfz.303aが開発された。これは搭載出来る爆薬の量が最大で75 kgに増加し、また同時に走行性能も向上している。さらに1944年にはSd.Kfz.303aの改良型としてSd.Kfz.303bが開発され、これは爆薬が最大100 kgまで搭載できるよう拡張された。
ゴリアテはこのように大きく分けて3タイプに分類されるが、電気モーターのゴリアテSd.Kfz.302をゴリアテE、エンジンのゴリアテSd.Kfz.303aとbをゴリアテVと呼ぶこともある。
これらのゴリアテは、1942年から主に突撃工兵部隊によって使用された。1944年のワルシャワ蜂起にも使用されたが、ポーランド国内軍兵士の銃撃などによって破壊されたりケーブルが切断されたりして、行動不能になるものも多かった。またこれ以前にノルマンディー上陸作戦下ユタ・ビーチでの複数台の使用も記録されており、戦闘後連合軍に鹵獲・調査されている写真も存在する。なお、この際も砲爆撃の振動が原因で誘導装置がダメージを受けており、この故障により途中で擱座したにもかかわらず、戦闘中に米兵が面白半分に手榴弾を放り込んで誘爆、数十名の死傷者を出す「大戦果」を挙げたという。
のちにケッテンクラートの部品を用いたシュプリンガー（正式名称：Mittlerer Ladungsträger Springer, Sd.Kfz. 304）や、ボルクヴァルトIVなど同様の任務を行うゴリアテの拡大版とも呼べる兵器が開発されている。

## 性能
|                        | ゴリアテE Sd.Kfz. 302    | ゴリアテV                                                 | ゴリアテV                                                 |
| Sd.Kfz. 303a           | ゴリアテE Sd.Kfz. 302    | Sd.Kfz. 303b                                              |                                                           |
| ---------------------- | ------------------------ | --------------------------------------------------------- | --------------------------------------------------------- |
| 生産                   | ボルクヴァルト           | ボルクヴァルト・ツェンダップ・ツァッヒャーツ              | ボルクヴァルト・ツェンダップ・ツァッヒャーツ              |
| 運用期間               | 1942年4月 - 1944年1月    | 1943年1月 - 1944年9月                                     | 1944年11月 - 終戦                                         |
| 生産台数               | 2,650                    | 4,604                                                     | 325                                                       |
| 価格（ライヒスマルク） | ~ 3,000                  | ~ 1,000                                                   | ~ 1,000                                                   |
| 重量                   | 370 kg                   | 365 kg                                                    | 430 kg                                                    |
| 最大積載量             | 60 kg                    | 75 kg                                                     | 100 kg                                                    |
| 全長 / 全幅 / 全高     | 1.50 m / 0.85 m / 0.56 m | 1.62 m / 0.84 m / 0.60 m                                  | 1.63 m / 0.91 m / 0.62 m                                  |
| 原動機                 | 2.5 kW 直流モーター      | 2気筒 703 cc 4,500 rpm 9.3 kW（12.5馬力）ガソリンエンジン | 2気筒 703 cc 4,500 rpm 9.3 kW（12.5馬力）ガソリンエンジン |
| 最高速度               | 10km/h                   | 10km/h                                                    | 11.5km/h                                                  |
| 燃料タンク容量         | -                        | 6 L                                                       | 6 L                                                       |
| 最長走行距離           | 0.8 - 1.5 km             | 6 - 12 km                                                 | 6 - 12 km                                                 |
| 越えられる高低差       | 11.4 cm                  | 16 cm                                                     | 16.8 cm                                                   |
| 越えられる溝の長さ     | 60 cm                    | 85 cm                                                     | 100 cm                                                    |
| 装甲（前部）           | 5 mm鉄板                 | 10 mm鉄板                                                 | 10 mm鉄板                                                 |

## 評価

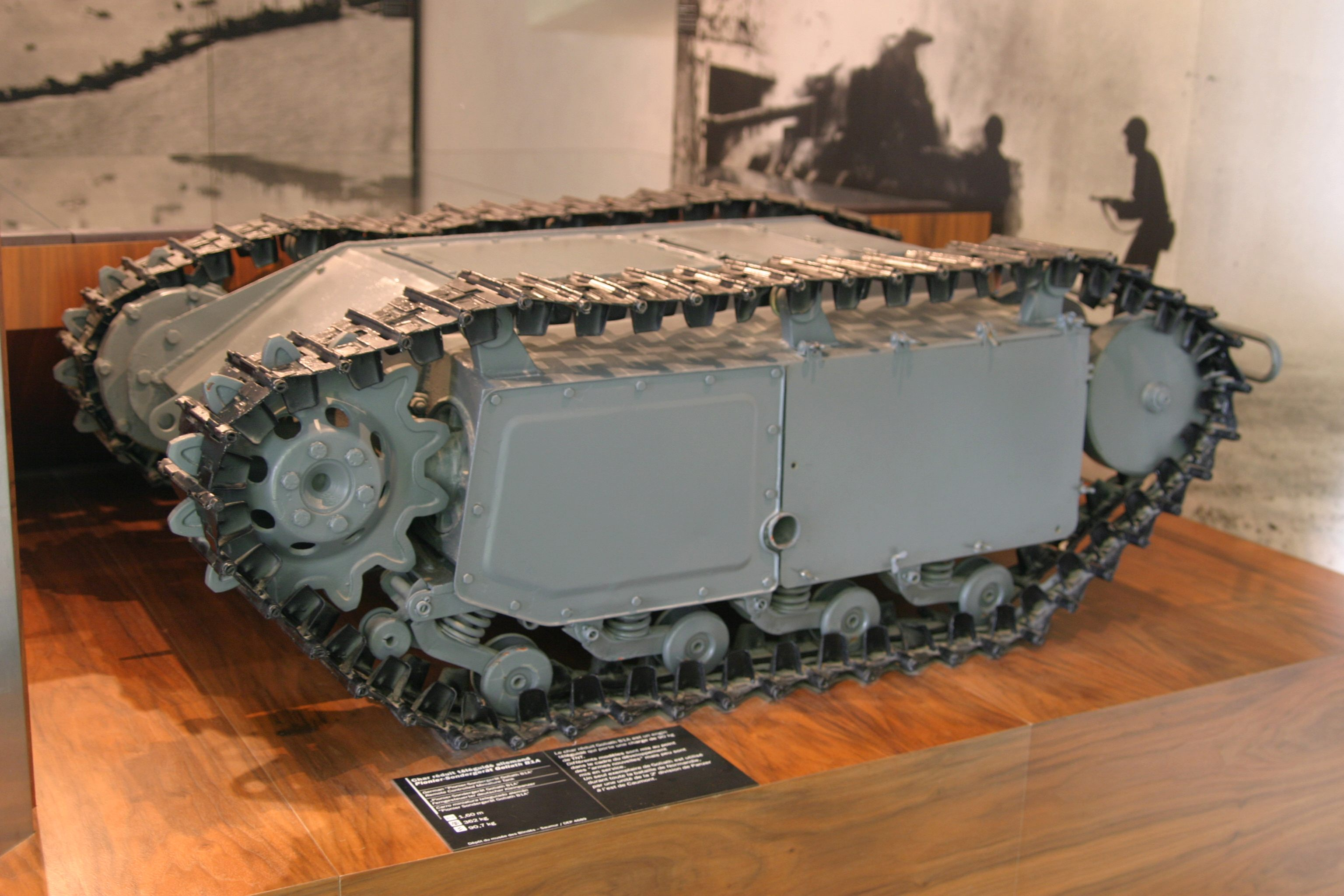
ゴリアテ (SdKfz.302)

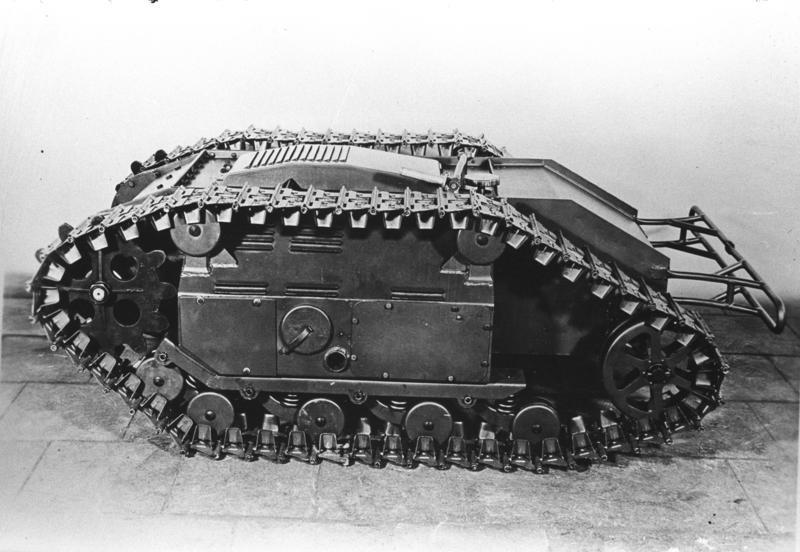
ゴリアテ (SdKfz.303)

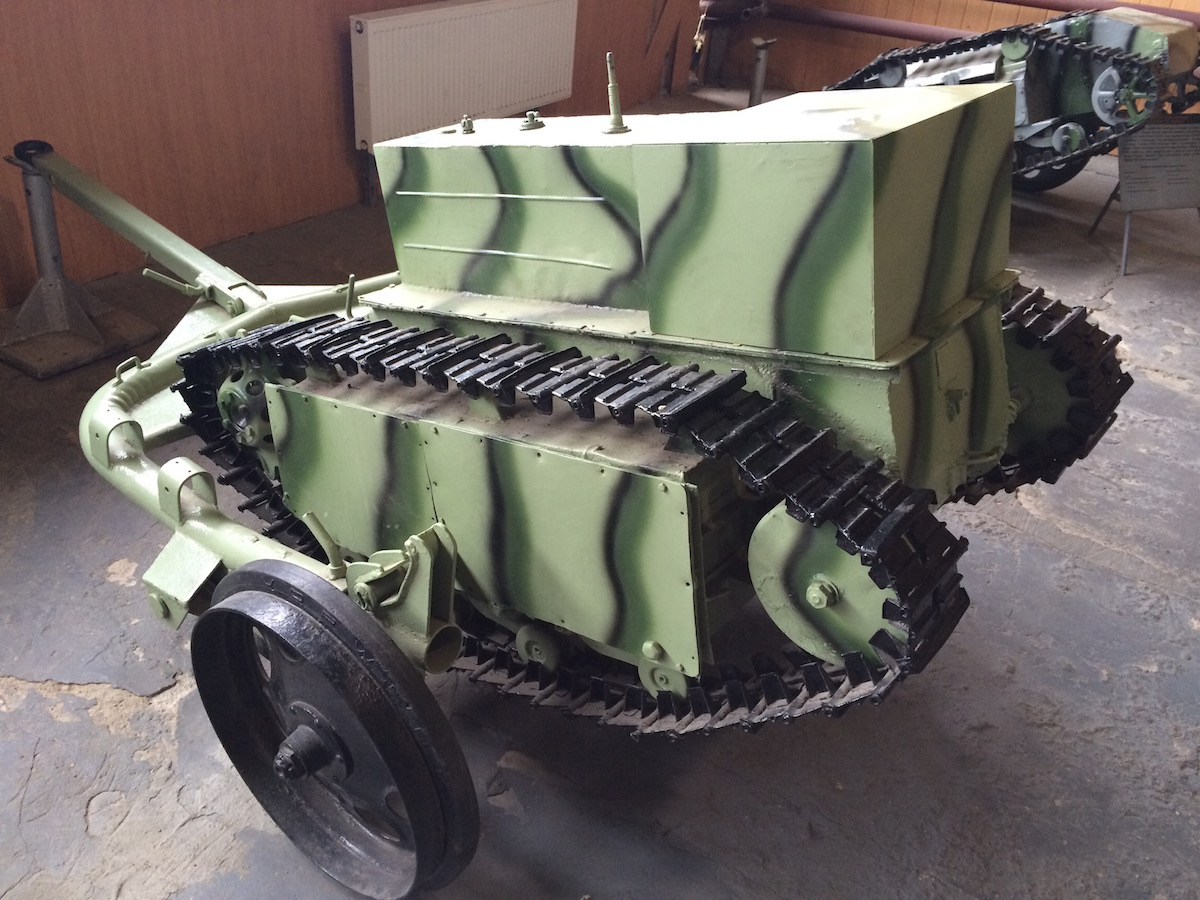
無線誘導型ゴリアテ試作品

ゴリアテは各型合計7,564台も生産されているが、兵器として成功しているとは認識されていない。
その主な理由としては、
- 使い捨ての兵器としては高い単価（300ライヒスマルク）
- 9.5 km/hという低速な移動速度と、越えられる段差が11.4 cmまでという低い走行性能
- ケーブルを切断されるとコントロールできなくなる
- 小銃などで容易に撃破可能な弱い装甲
- 振動や衝撃に弱く、保守点検が大変なコントロール装置

が挙げられる。
これらに対しSd.Kfz.303a, Sd.Kfz.303bでは改良が加えられていったが（上記性能表参照）、それでも充分とは言えなかった。
全ての型の共通の弱点として、ケーブルを切断されると停止してしまうのは致命的であり、前述したようにワルシャワ蜂起で用いられたゴリアテも、これによって多くが目的を果たせなかった。アンジェイ・ワイダ監督の映画『地下水道』では、スコップによりケーブルを叩き切られ、停止してしまう様子が描かれている。なお無線誘導型も試作されていたらしく、クビンカ戦車博物館に展示されているが、詳しい資料は確認されていない。
しかし、遠距離から操縦できるという安全性などから前線での評判は悪くなかったとされ、ワルシャワ蜂起の際にはポーランド国内軍兵士たちから恐れられていた。
事実、第二次世界大戦以降の兵器でもリモコン式自走爆雷の開発が継続されているように、走破性とコントロール性が伴えば強力な兵器と成り得る。しかし、積載にこだわったこととエンジンなどの小型化が技術的に不可能だったために評価が低くなっている。
日本では1944年（昭和19年）9月28日の日本ニュース第226号において「独新兵器『走る爆弾』」と題し、日本陸軍航空部隊とタイ空軍の戦闘機隊や、大陸打通作戦における戦果の報道とともに、同盟国ドイツの新兵器としてこのゴリアテがナレーションを交え映像で紹介されている。

## 登場作品

### アニメ
『ガールズ&パンツァー 最終章』
『最終章』第1話の本編冒頭で、学園艦内の戦車を探すために登場。

### ゲーム
『コール オブ デューティ ヴァンガード』
ゲーム中一定時間が経過すると使用可能になる兵器。遠隔操作により爆破することで敵にダメージを与える。
『トータル・タンク・シミュレーター』
自走式地雷GOLIATHとして使用可能。